# 1428
| [ Edytuj tabelę ]                          | |
| Król Polski                                | - 1386 Władysław II Jagiełło 1434 |
| Współksiążęta Andory                       | - 1416 Francesc de Tovia 1436 - 1412 Jan I 1436 |
| Król Anglii                                | - 1422 Henryk VI 1461 |
| Król Aragonii i Walencji, hrabia Barcelony | - 1416 Alfons V Aragoński 1458 |
| Władca Azteków                             | - 1427 Itzcoatl 1440 |
| Elektor Brandenburgii                      | - 1415 Fryderyk I 1440 |
| Książę Bawarii-Ingolstadt                  | - 1413 Ludwik VII Brodaty 1443 |
| Książę Bawarii-Landshut                    | - 1393 Henryk XVI Bogaty 1450 |
| Książę Bawarii-Monachium                   | - 1397 Ernest 1438 |
| Książę Burgundii                           | - 1419 Filip III Dobry 1467 |
| Cesarz Bizancjum                           | - 1425 Jan VIII Paleolog 1448 |
| Sułtan Brunei                              | - 1425 Sharif Ali 1433 |
| Cesarz Chin                                | - 1425 Xuande 1435 |
| Król Cypru                                 | - 1398 Janusz 1432 |
| Król Czech                                 | - 1420 bezkrólewie 1436 |
| Król Danii                                 | - 1396 Eryk Pomorski 1439 |
| Dalajlama                                  | - 1391 Gendun Drup 1474 |
| Władca Egiptu                              | - 1422 Barsbaj 1437 |
| Cesarz Etiopii                             | - 1414 Izaak 1429 |
| Król Francji                               | - 1422 Karol VII 1461 |
| Król Gruzji                                | - 1412 Aleksander 1442 |
| Hrabia Holandii                            | - 1417 Jakobina Bawarska 1433 |
| Władca Inków                               | - 1410 Viracocha 1438 |
| Cesarz Japonii                             | - 1412 Shōkō 1428 - 1428 Go-Hanazono 1464 |
| Kalif                                      | - 1414 Al-Mu’tadid II 1441 |
| Król Kastylii i Leónu                      | - 1406 Jan II Kastylijski 1454 |
| Patriarcha Konstantynopola                 | - 1416 Józef II 1439 |
| Władca Korei                               | - 1418 Sejong Wielki 1450 |
| Najwyższy książę litewski                  | - 1401 Jagiełło 1434 |
| Wielki książę litewski                     | - 1392 Witold 1430 |
| Cesarz Majapahitu                          | - 1389 Wikramawardhana 1429 |
| Sułtan Maroka                              | - 1421 Abdulhak II 1465 |
| Książę Mediolanu                           | - 1412 Filip Maria 1447 |
| Senior Monako                              | - 1427 Jan I 1428 |
| Wielki książę moskiewski                   | - 1425 Wasyl II Ślepy 1462 |
| Król Nawarry                               | - 1425 Blanka I z Nawarry i Jan II Aragoński 1441                                                                                                   |
| Król Norwegii                              | - 1396 Eryk Pomorski 1442 |
| Sułtan Omanu                               | - 1406 Machzum ibn al-Fallah 1435 |
| Elektor Palatynatu                         | - 1410 Ludwik III 1436 |
| Papież awinioński                          | - 1423 Klemens VIII 1429 |
| Papież                                     | - 1417 Marcin V 1431 |
| Król Portugalii                            | - 1385 Jan I 1433 |
| Cesarz Rzymski (niemiecki)                 | - 1410 Zygmunt Luksemburski 1437 |
| Kapitanowie Regenci San Marino             | - 1427 Giovanni di Pasino Andrea di Cecco 1428 - 1428 Antonio di Tegna Antonio di Marino di Fosco 1428 - 1428 Sante Lunardini Antonio Giannini 1429 |
| Elektor Saksonii                           | - 1422 Fryderyk I Kłótnik 1428 - 1428 Fryderyk II Łagodny 1464                                                                                      |
| Król Szkocji                               | - 1406 Jakub I 1437 |
| Król Szwecji                               | - 1396 Eryk XIII Pomorski 1439 |
| Król Tajlandii                             | - 1424 Borommaracha Thirat II 1448 |
| Sułtan Turków                              | - 1421 Murad II 1444 |
| Doża Wenecji                               | - 1423 Francesco Foscari 1457 |
| Król Węgier                                | - 1387 Zygmunt Luksemburski 1437 |
| Cesarz Wietnamu                            | - 1428 Lê Lợi 1433 |
| Wielki mistrz zakonu krzyżackiego          | - 1422 Paul Bellitzer von Russdorff 1441 |

Rok 1428 / MCDXXVIII
stulecia: XIV wiek ~
XV wiek ~
XVI wiek

lata: 1418 «
1423 «
1424 «
1425 «
1426 «
1427 «
1428
» 1429
» 1430
» 1431
» 1432
» 1433
» 1438

## Wydarzenia w Polsce
- 14 lutego – chrzest Kazimierza, syna króla Władysława Jagiełły.
- 18 marca – bitwa pod Nysą
- 27 grudnia – bitwa pod Starym Wielisławiem
- data dzienna nieznana: 
  - Miejska Górka otrzymała prawa miejskie.
  - Pińczów otrzymał prawa miejskie.

## Wydarzenia na świecie
- 18 kwietnia – w Ferrarze zawarto pokój pomiędzy Wenecją i Mediolanem.
- 11 listopada – bitwa pod Kratzau.

## Urodzili się
- 3 lutego - Helena Paleolog, królowa Cypru (zm. 1458)

- data dzienna nieznana: 
  - Bernard II Badeński, margrabia, błogosławiony katolicki (zm. 1458)
  - Joanna Scopelli, włoska karmelitanka, błogosławiona katolicka (zm. 1491)

## Zmarli
- 4 stycznia – Fryderyk I Kłótnik, książę saski (ur. 1370)
- 12 czerwca – Zawisza Czarny z Garbowa, polski rycerz (ur. ok. 1380)
- 27 grudnia – Jan ziębicki, poległ w bitwie pod Starym Wielisławiem
- data dzienna nieznana: 
  - Masaccio (Tommaso di Ser Giovanni di Simone), włoski malarz wczesnego renesansu (ur. 1401)